# Psychout Records
Psychout Records är ett svenskt skivbolag med säte i Stockholm. Bolaget grundades 1995 av Nicke Andersson med syftet att ge ut skivor av dennes egna band The Hellacopters.
Bolaget ger ut skivor inom garagerockgenren. Bland de artister som bolaget gett ut finns nämnda The Hellacopters, Imperial State Electric och The Solution.

## Artister
- Blå Tåget
- Death Breath
- The Hellacopters
- Imperial State Electric
- Kids Are Sick
- Misdemeanor
- Nick Royale Gang
- The Point
- The Robots
- Rocket from the Crypt
- Smoke Mohawk
- The Solution

### Fotnoter
1. ↑  ”Nicke Andersson-dokumentär”. Youtube.com. http://www.youtube.com/watch?v=Z3XeKoUCOus&feature=PlayList&p=98B41131DE2CE2E2&playnext=1&playnext_from=PL&index=1. Läst 25 mars 2012.
2. ↑  ”Psychout Records”. Discogs.com. http://www.discogs.com/label/Psychout+Records+%282%29. Läst 25 mars 2012.